# Trouble de l'adaptation
 Mise en garde médicale
Le trouble de l'adaptation est une réponse psychologique à un ou plusieurs groupes de situations stressantes, causant des symptômes émotionnels et psychologiques . Les conditions sont différentes de celles du trouble anxieux ou du trouble de stress post-traumatique, habituellement associés à une condition stressante. Il existe neuf classifications différentes du trouble de l'adaptation dans le DSM-III-R. Dans le DSM-IV, le trouble de l'adaptation se réduit en six types, classifiés par leurs symptômes cliniques. Le trouble de l'adaptation peut être aigu ou chronique, selon sa durée (plus ou moins de six mois). Le diagnostic du trouble de l'adaptation est assez commun ; il existe une incidence estimée à 5-21 % parmi les consultations psychologiques chez les adultes.

## Facteurs de risque
Les facteurs influençant le développement du trouble de l'adaptation incluent l'âge, le sexe, le développement cognitif, les expériences du passé, et l'accessibilité des soins. Ces traumatismes exposés et répétés sont un plus grand risque même lorsque celui-ci remonte à loin. Ces événements peuvent être marquants dès le plus jeune âge. Une situation stressante est généralement liée à une expérience individuelle ou groupée traumatisante ; ces situations stressantes peuvent causer des troubles de l'adaptation traumatiques ou relativement mineurs, comme la perte d'une relation amoureuse, un faible revenu mensuel ou l'emménagement d'un nouveau voisin. Il est clair que plus la situation stressante est chronique et répétée, plus celle-ci pourrait produire par conséquent un trouble.
Il existe des situations stressantes plus répandues selon les différentes catégories d'âge. Chez les adultes, elles peuvent inclure des conflits financiers ou domestiques. Chez les adolescents et enfants, elles peuvent inclure des conflits familiaux ou séparation des parents, des problèmes ou changements scolaires, des problèmes dans la sexualité ou le décès d'un membre de la famille.
Dans une étude menée de 1990 jusqu'en 1994 sur 89 patients adolescents, 25 % ont tenté le suicide dont 37,5 % ont été induits dans l'alcoolisme, 87,5 % ont exposé un comportement agressif, 12,5 % ont exposé des problèmes de compréhension et 87,5 % ont montré des symptômes d'anxiété.

## Traitement
Souvent, le traitement recommandé concernant le trouble de l'adaptation inclut la psychothérapie. Le but de la psychothérapie est notamment le changement comportemental. L'anxiété peut être représentée comme « un signal provenant du corps ». Le traitement permet au patient d'exprimer sa colère à l'aide de mots plutôt que par un comportement physique destructif. Une psychothérapie individuelle peut aider un individu à exprimer ses sentiments et à identifier ses réponses anormales.